# Омес
Оме́с (фр. Aumetz) — коммуна на северо-востоке Франции в регионе Гранд-Эст (бывший Эльзас — Шампань — Арденны — Лотарингия), департамент Мозель, округ Тьонвиль, кантон Альгранж.
Площадь коммуны — 10,35 км², население — 2207 человек (2006) с тенденцией к стабилизации: 2299 человек (2013), плотность населения — 222,1 чел/км². Ранее входила в состав Лотарингии.

## Население
Численность населения коммуны в 2008 году составляла 2289 человек, в 2011 году — 2317 человек, а в 2013-м — 2299 человек.
| 1962 | 1968 | 1975 | 1982 | 1990 | 1999 | 2006 | 2008 | 2011 | 2013 |
| ---- | ---- | ---- | ---- | ---- | ---- | ---- | ---- | ---- | ---- |
| 2722 | 2465 | 2375 | 2183 | 2161 | 2225 | 2207 | 2289 | 2317 | 2299 |

Динамика населения:

## Экономика
В 2010 году из 1511 человек трудоспособного возраста (от 15 до 64 лет) 1098 были экономически активными, 413 — неактивными (показатель активности 72,7 %, в 1999 году — 64,7 %). Из 1098 активных трудоспособных жителей работали 965 человек (518 мужчин и 447 женщин), 133 числились безработными (66 мужчин и 67 женщин). Среди 413 трудоспособных неактивных граждан 131 были учениками либо студентами, 121 — пенсионерами, а ещё 161 — были неактивны в силу других причин.

## Достопримечательности (фотогалерея)
- Здание мэрии
- Протестантский храм
- Часовня на кладбище